# Diligence
 (janvier 2023).
Si vous êtes l’auteur de ce texte, vous êtes invité à donner votre avis ici. À moins qu’il soit démontré que l’auteur de la page autorise la reproduction et que ce contenu soit compatible avec les principes fondateurs de Wikipédia, cette page sera supprimée ou purgée au bout d’une semaine maximum. En attendant le retrait de cet avertissement, veuillez ne pas réutiliser ce texte.
 (juillet 2022).
Si vous disposez d'ouvrages ou d'articles de référence ou si vous connaissez des sites web de qualité traitant du thème abordé ici, merci de compléter l'article en donnant les références utiles à sa vérifiabilité et en les liant à la section « Notes et références ».
Une diligence (un carrosse de diligence) est une voiture hippomobile pour le transport en commun, principalement utilisée au XIXe siècle.
Les autres signification du terme Diligence sont décrites dans le wikitionnaire.

## Histoire

Trafic des coches avenue des Champs-Élysées en 1899.

Jusqu'au XVIIe siècle, la voiture publique est le coche, sans ressort ni suspension. Il est originaire de Hongrie. À l’origine (XVIe siècle)[réf. nécessaire], c’était une caisse d’osier soutenue par une structure en bois. Il évolue vers une caisse en bois, avec des piliers soutenant un toit en dôme, et des suspensions sommaires en courroies de cuir. Peu à peu, on protège les passagers par des parois en cuir et on installe des banquettes transversales.
Lorsqu'il est conçu pour aller à grande vitesse, il prend le nom de coche de diligence, puis deviendra simplement diligence.
Le carrosse qui succède au coche est la voiture particulière de base : il peut être très sommaire et se nomme alors patache, mais on en conserve l'image d'une voiture de luxe surtout utilisée par la cour. Toutefois des voitures de type « carrosse » servaient aux transports en commun dans les villes et sur les routes.
Vers 1660 apparaît la chaise de poste, d’origine anglaise. Son châssis est suspendu entre les essieux par des lanières de cuir et des ressorts. Elle est conçue pour le transport rapide du courrier, mais prend un petit nombre de passagers (un ou deux). Plus tard, la malle-poste (mail coach en Grande-Bretagne) assure un service mixte de courrier et de voyageurs (quatre à six, parfois jusqu'à huit passagers). La caractéristique des voitures de poste est leur plus grande rapidité, qui reste cependant toute relative, et les tarifs plus élevés pour les voyageurs.
En 1775, Turgot fait construire un nouveau type de diligence baptisée turgotine, voiture de 4 à 8 places tirée par six à huit chevaux. À la fin du XVIIIe et au XIXe siècle, des diligences assez rudimentaires appelées gondoles assurent la desserte des villes de la périphérie parisienne. Les coucous, sortes de grands cabriolets, proposent un service semblable pour six à huit passagers, parfois plus.
L’immensité des espaces d’Amérique du Nord popularisa les diligences de diverses compagnies, la plus célèbre étant la Wells Fargo, tirées par plusieurs chevaux.

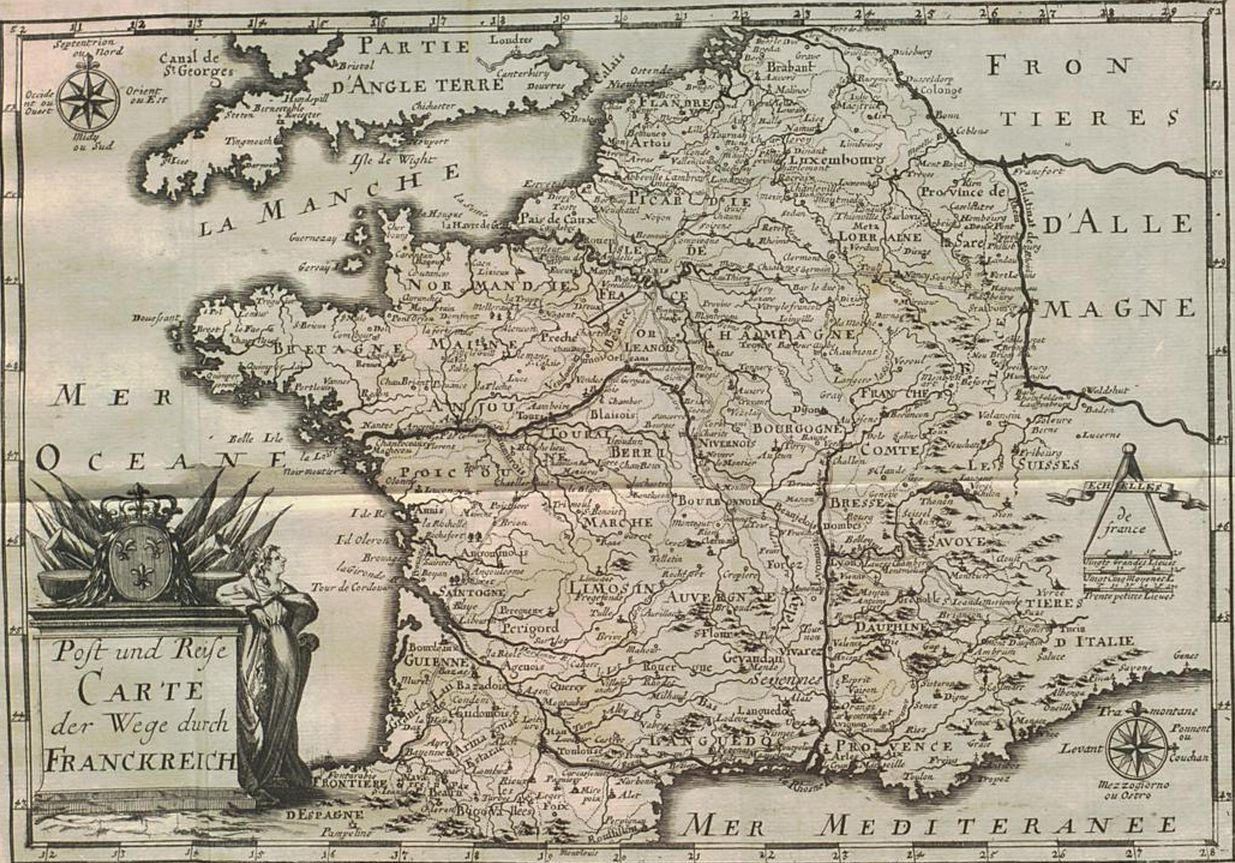
Carte des routes à travers la France, pour 1703.
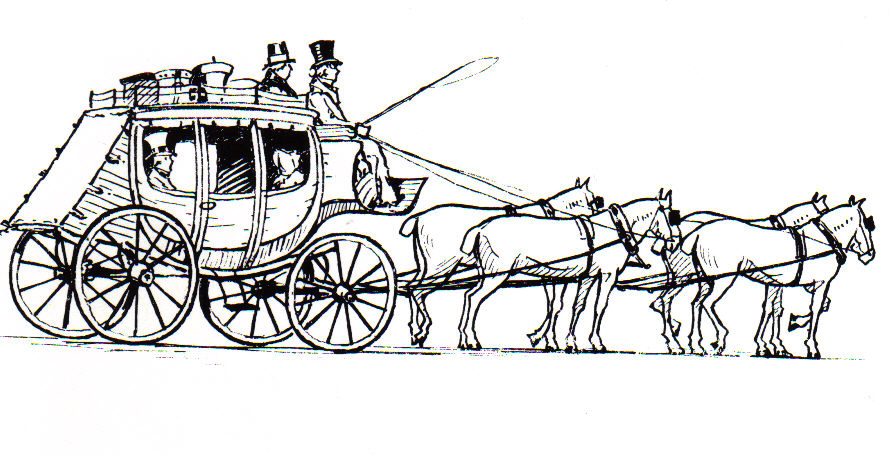
Une diligence typique, avec son attelage.
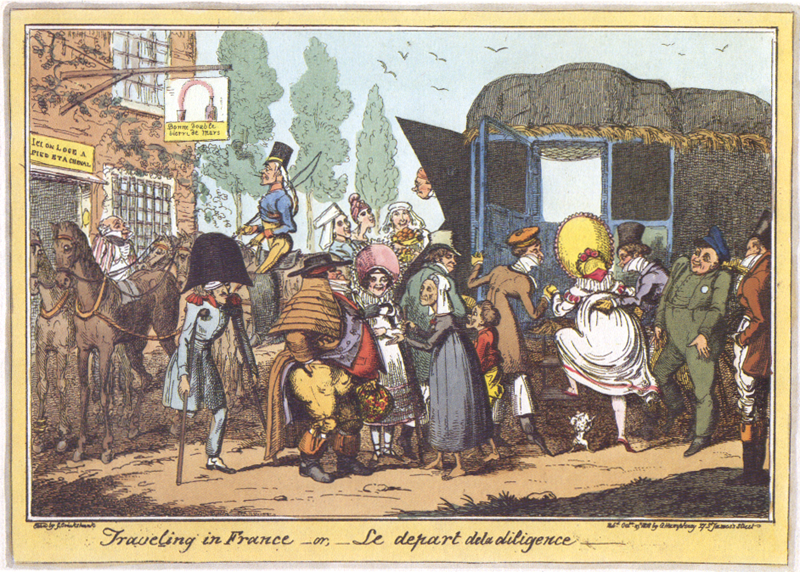
Le voyage en France ou Le départ de la diligence, dessin de George Cruikshank (1818).
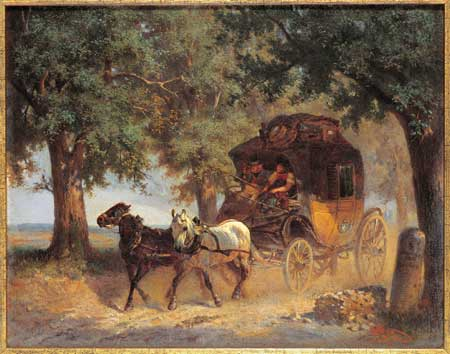
Diligence allemande , transportant également le courrier (1864).
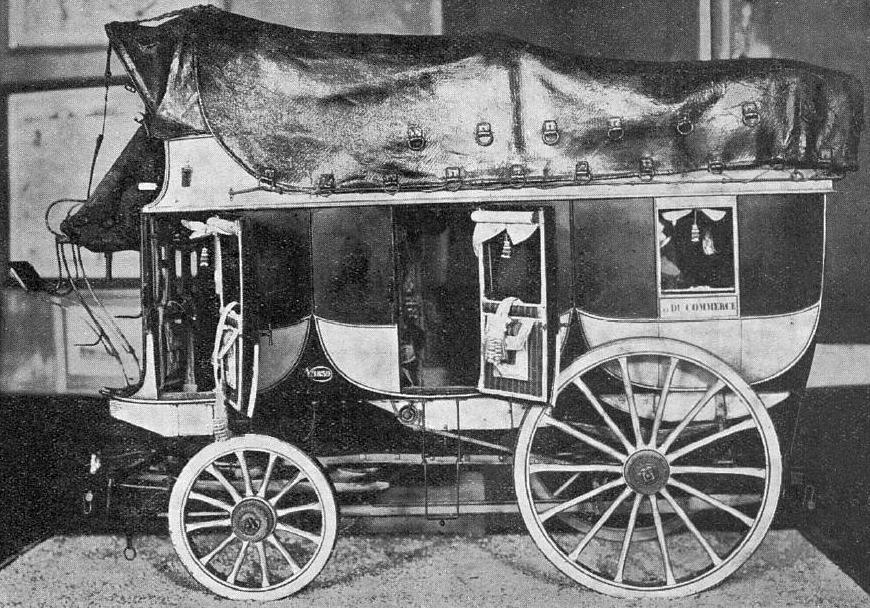
Une diligence toulousaine à trois corps, des Messageries du Midi et du Commerce (1839).
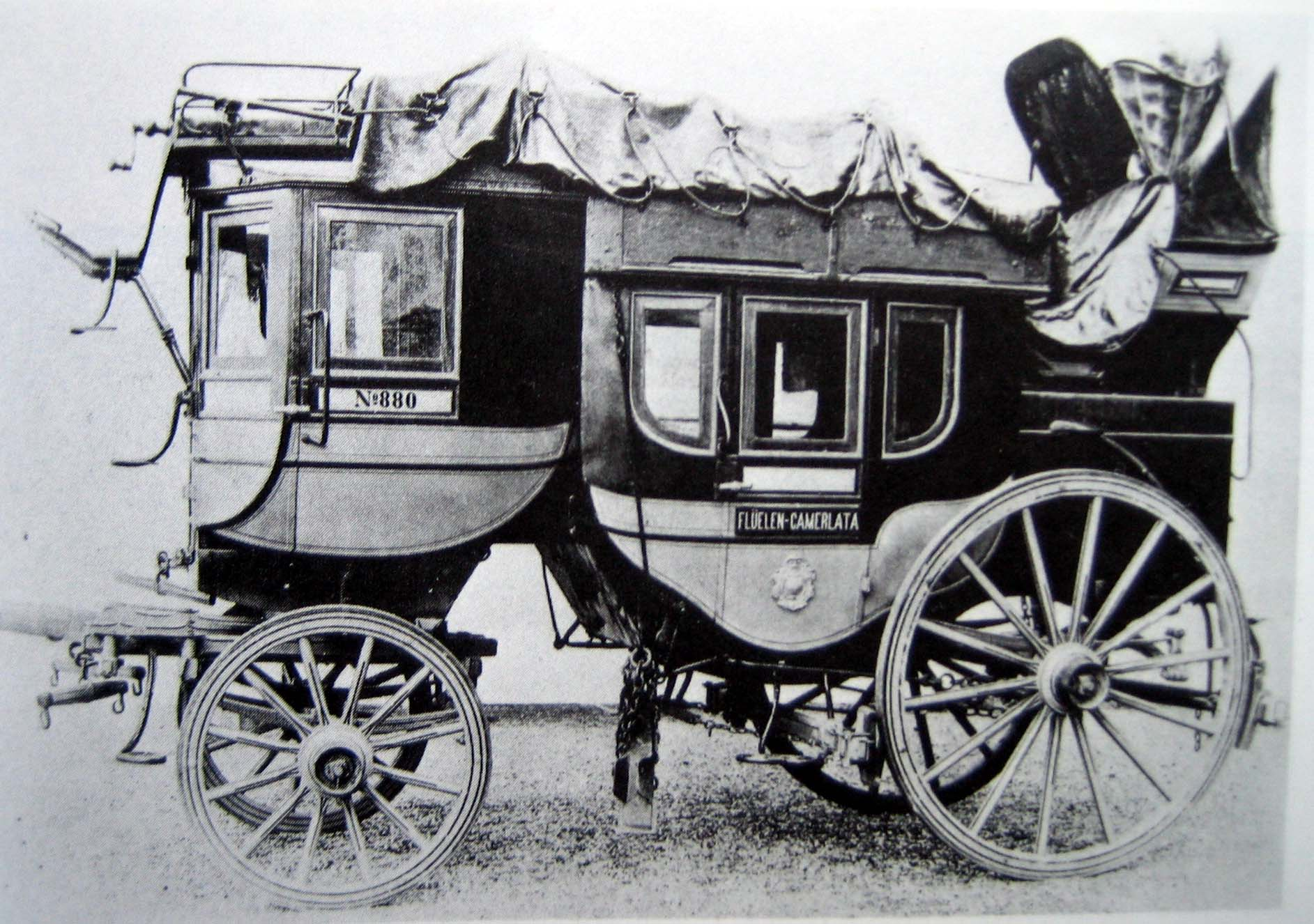
La Gothard : diligence allemande avec coupé et berline (utilisée de 1849 à 1881).

### La grande diligence

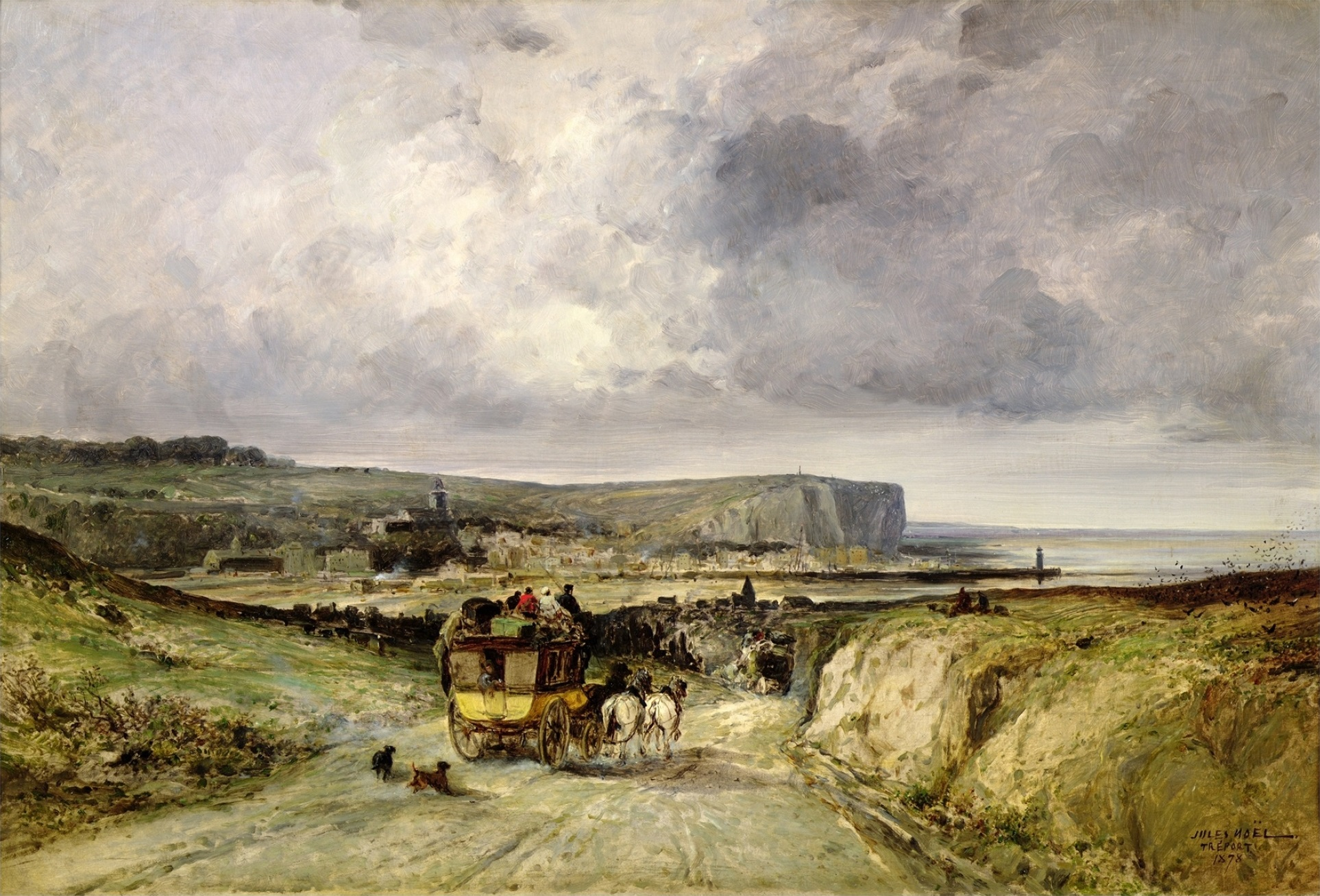
Jules Noël : L'arrivée d'une diligence au Tréport (1878, musée des beaux-arts de Quimper)

À partir de 1818, les grands services de transports s’organisent. Les diligences deviennent de plus en plus importantes, elles manquent alors de stabilité à cause de leur hauteur. À son apogée, la grande diligence est divisée en trois compartiments : de l’avant vers l’arrière, le coupé (parfois le cabriolet), la berline ou l’intérieur et à l'arrière la rotonde peu appréciée des voyageurs. D'une manière générale, les voitures composites, à plusieurs compartiments, dont il existait une grande variété de modèles, avaient une nomenclature basée sur les modèles de voitures simples : coupé, cabriolet, berline, landau, etc. La construction de ces voitures tend à se standardiser, autorisant des variations à partir d'éléments de base identiques.
Les bagages sont placés au-dessus, sous une bâche, et des places sont réservées pour les amateurs de plein air, ou les fumeurs, sur l’impériale, banquette placée au-dessus du coupé, protégée du froid et de la pluie par une capote de cuir et de bois. L’attelage est mené par un cocher, assisté par un postillon enfourchant le premier cheval de gauche (le timonier).
La diligence disparaît progressivement sur les grands axes de circulation, supplantée par le chemin de fer. Elle survit sur des lignes secondaires, une solution adoptée parfois étant de dissocier la caisse de la diligence au terme d'un trajet routier, et de la placer sur une plate-forme de wagon pour poursuivre le voyage par voie ferrée.

### Aux États-Unis
La diligence est un grand symbole du Far West, un phénomène qui est né et mort en même temps que l’époque qui l’a rendue légendaire.

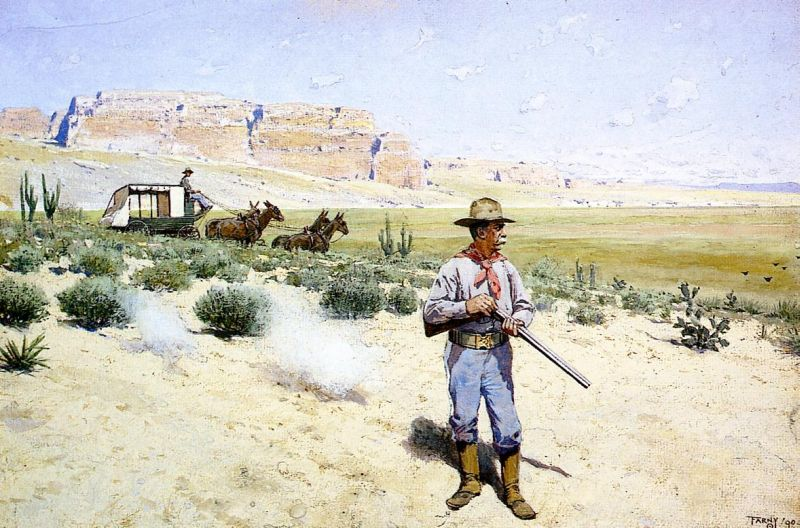
La défense de la diligence (Henry F. Farny).
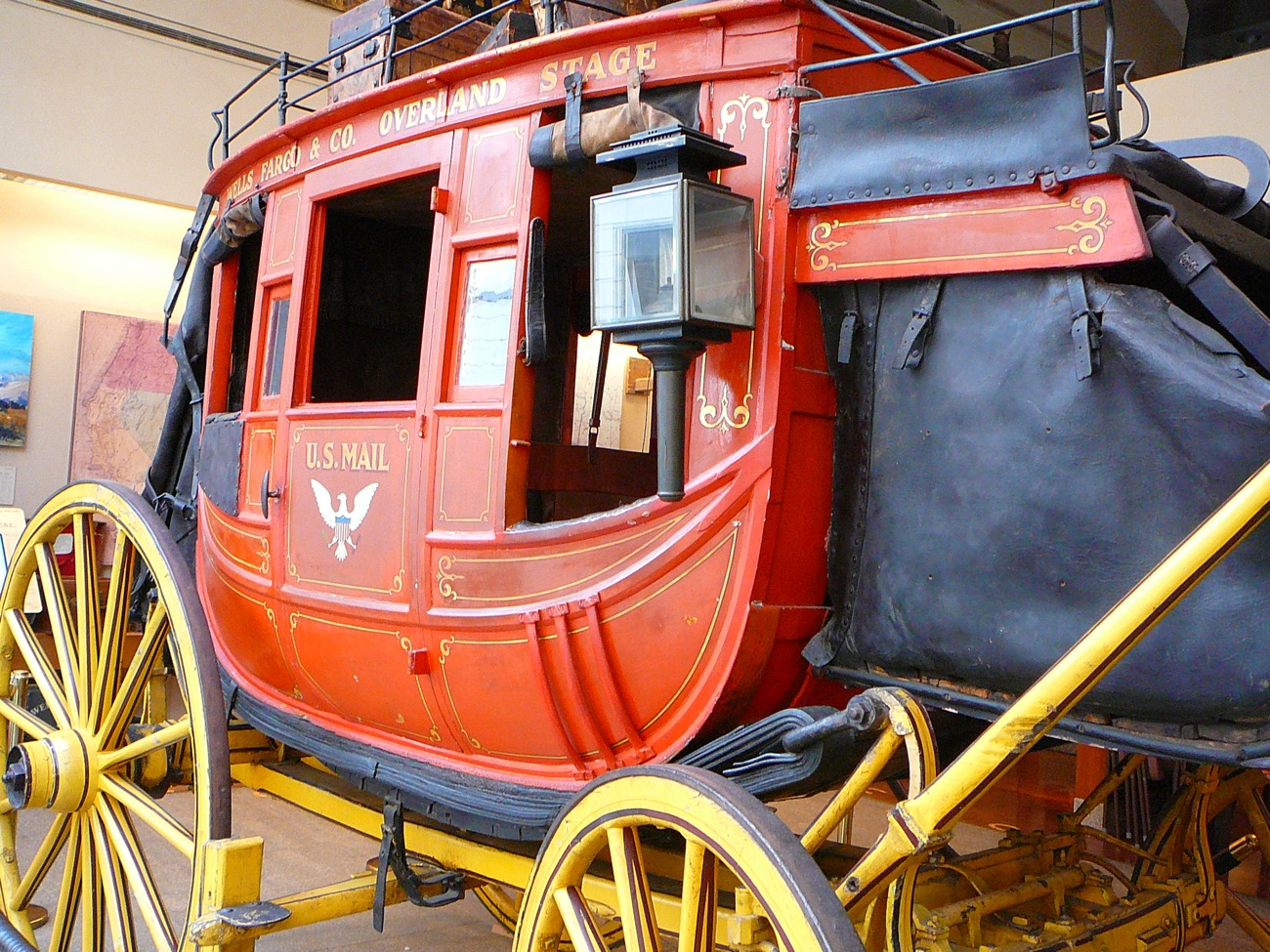
Wells Fargo U.S. Mail Service.

La diligence était un véhicule constitué de quatre roues : deux petites à l’avant et deux plus grandes à l’arrière. Ces roues consistaient en un moyeu fabriqué en orme, des rayons en chêne résistant et la jante était en noyer. À l’avant se trouvait la boîte du conducteur, où on retrouvait le siège. On connaissait le conducteur sous différents surnoms : Whip, Whipster, Charlie ou Jehu. Ce métier précaire requérait des nerfs d’acier, une tête froide et un homme capable de rester en maîtrise de son véhicule et de son attelage en tout temps. La protection contre les bandits de grands chemins et autres hors-la-loi et les Indiens était assurée par un garde armé d’un fusil de chasse que l’on surnommait Shotgun. Le conducteur était généralement assis à gauche et le shotgun à droite.
Sous le coffre du conducteur on retrouvait aussi un petit compartiment en cuir dans lequel on transportait le célèbre et précieux coffre contenant les objets de valeur. Souvent il s’agissait d’un coffre de la célèbre compagnie de transport Wells, Fargo & Company. Ces coffres contenaient des sacs d’or, des lingots d’or, de petites boîtes de poussière d’or, des papiers de transactions pour de l’or, ou de l’argent liquide.
Contrairement aux voitures européennes de l’époque qui pouvaient circuler sur des routes pavées, la diligence de l’Ouest américain ne pouvait pas se permettre d’être munie de vitres à ses fenêtres en raison du terrain accidenté. On retrouvait donc de simples rideaux aux fenêtres, ce qui offrait une certaine protection pour les passagers contre la pluie, la boue, la poussière et le froid. Ces rideaux étaient fabriqués en cuir ou tout autre matériau rigide.
Les panneaux de bois formant l’habitacle devaient être exposés à la vapeur pour être courbés à la forme désirée. Ils s‘emboîtaient ensuite en harmonie avec les autres pièces de la structure du véhicule. Ces panneaux ont donné une allure distinguée et élégante aux diligences Concord. De plus, on retrouvait régulièrement des scènes de l’Ouest peintes par un artiste sur les portes. Tout à l’arrière du véhicule on retrouvait un compartiment recouvert d’une housse de cuir. C’est là qu’on installait les bagages des passagers et quelques accessoires de la diligence.
L’une des parties les plus importantes de la diligence était son système de suspension que l’on nommait thoroughbrace, constitué de plusieurs lanières de cuir supportant l’habitacle. Il y avait un thoroughbrace de chaque côté, servant d’amortisseurs, ce qui devenait très utile en terrain accidenté lors des déplacements à grande vitesse. Cela créait cependant un mouvement de balancier, ce qui a souvent causé des nausées chez les passagers. Avec le Whip, le Shotgun et un passager désigné pour voyager au côté du Shotgun, la diligence pouvait transporter jusqu’à 18 personnes : 9 sur l'impériale, et 9 à l’intérieur. Mais les transports réguliers comptaient rarement autant de passagers.
La première trace d’un transport en voiture publique a été inscrite par Sir William Dugdale qui a voyagé à Londres dans un tel véhicule en 1659. Ce moyen de transport a été ensuite exporté en Amérique où on a construit des routes sur la côte Est comme dans les villes européennes. Ces voitures avaient une suspension confortable pour les passagers mais c'était les chevaux qui devaient supporter tout. Chaque secousse ou caprice de la route se transmettait à travers l’attelage jusqu’aux épaules des chevaux, ce qui écourtait considérablement leur carrière.
Au XVIIIe siècle les fabricants de voitures américaines ont développé le système thoroughbrace, transformant le mouvement de sautillement à la verticale en un mouvement de balancement décrit un peu comme une chaise berçante. Ce système a cependant donné la nausée à plus d’un voyageur.
Il a fallu attendre le début du XIXe siècle pour voir arriver la vraie diligence qui est l'un des symboles du Far West. En 1813, Lewis Downing, un jeune homme de 21 ans, ouvrait une fabrique de voitures et de chariots à Concord, New Hampshire. En 1816, les chariots et les carrioles privées de Downing étaient si populaires qu’il a dû agrandir son commerce en véritable manufacture. En 1826 il a engagé J. Stephen Abbott, 22 ans, un constructeur d’habitacles de voitures.
L’année suivante, Abbott et Downing ont dessiné ensemble le premier véritable prototype de la diligence américaine. Les deux hommes étaient des travailleurs méticuleux. Les seules pièces métalliques sur leur diligence étaient les jantes de roues, les coussinets à billes, les essieux, les poignées de portes, les charnières et les amortisseurs. Tout le reste était fabriqué de bois de première qualité, des pièces qui s’emboîtaient tellement bien ensemble que l’utilisation de chevilles ou de clous n’était pas nécessaire. Selon ceux qui ont travaillé à cette manufacture, aucune diligence n’échappait à l’inspection de Downing et chaque pièce défectueuse était brûlée pour ne pas être utilisée dans la fabrication d’une autre diligence.
La plupart des diligences étaient peintes d’un rouge foncé, avec des roues jaunes et un découpage rouge vif. Plusieurs possédaient une scène de l’Ouest peinte sur les portes, pour lesquelles la compagnie avait engagé l’artiste John Burgum. On les frottait ensuite avec une pierre ponce et on donnait une épaisse couche de vernis au véhicule. Ce qui sortait de la fabrique de Abbott & Downing n’était pas seulement des véhicules de qualité, mais des œuvres d’art.
On ne sait pas avec exactitude à quel moment la première diligence a roulé au Texas, mais il est connu que près de Crockett, dans l’est de l’État, s’y trouvait une station pour diligences dès le début de 1838. l’année suivante la ligne Starke – Burgess, entre Austin et Houston, était déjà en service. Le voyage coûtait 25¢ par mile sur un aller simple et il fallait compter trois jours avec de bonnes conditions atmosphériques. Donc, cela représentait un moyen de transport encore réservé aux gens de « première classe ». Cependant, ces dandys de la haute société devaient parfois parcourir un bout du chemin à pied et même pousser la diligence lorsque celle-ci s’enlisait dans la boue, ce qui était habituel sur la plupart des routes du Texas. Un ticket plus courant coûtait 10¢ par mile si la température était bonne, alors que le prix pouvait aller de 20 à 35¢ du mile lorsque de la pluie était attendue.
En moyenne, une diligence parcourait 50 miles par jour si la route était sèche, et beaucoup moins en terrain boueux. Voilà pourquoi les contrats postaux du gouvernement exigeaient seulement un minimum de 15 miles par jour. Au début, on retrouvait évidemment des stations (stagecoach inn) pour les diligences à tous les 50 miles ou plus, où les voyageurs pouvaient s’arrêter pour la nuit. Les diligences ne voyageaient généralement pas la nuit. Ces relais offraient des repas et de bons services en général. Environ tous les 10 ou 12 miles on retrouvait aussi des stations de relais (relay stations) où les équipes d’attelage, constituées de mules ou de chevaux, pouvaient être changées. Cela permettait d’avoir toujours des bêtes « fraîches ».
Les chevaux des attelages de diligence étaient spécialement sélectionnés pour leur gabarit et leur force, mais pas nécessairement pour leur rapidité. Les plus gros, et souvent les plus lents, étaient nommés les wheelers (« limoniers ») et on les installait à l’arrière de l'attelage, juste devant le véhicule. En fait, les wheelers tiraient la diligence et ralentissaient les autres chevaux au besoin. Généralement, ils étaient aussi les chevaux les mieux entraînés de l’attelage. L’équipe du centre était surnommée la swing team et elle était habituellement composée de chevaux légèrement plus petits que les wheelers. L’équipe de tête, quant à elle, était composée des plus petits et, bien souvent, ils n’étaient là que pour donner le rythme. Ceux-ci pouvaient courir vite mais ne pouvaient quand même pas se sauver avec la diligence en raison du poids et des wheelers qui savaient ralentir le pas.
Chaque cheval était contrôlé par une simple bride. Les rênes des chevaux de la rangée de gauche se retrouvaient dans la main gauche du conducteur et les rênes de droite dans sa main droite. Par exemple, lorsque l’attelage était composé de six chevaux, le conducteur tenait trois rênes dans chaque main. Bien sûr, il fallait une bonne dextérité et de l’expérience pour conduire correctement un tel attelage, bien qu’on ait vu des attelages plus nombreux. En général, les diligences étaient tirées par des attelages allant de quatre à huit chevaux.
Les diligences construites pour l’Ouest étaient plus légères que celles utilisées dans l’Est. Les grosses voitures de l’Est pouvaient peser jusqu’à une tonne et demie, alors que celles destinées à l’Ouest pesaient une tonne au maximum. Et ce poids était déjà beaucoup trop. Bien entendu, une bonne partie de ce poids était économisé en accessoires, car les voitures de l’Est possédaient des lanternes à l’huile fixées à l’extérieur de l’habitacle, des vitres aux fenêtres, et même des vases de fleurs pour la décoration. Dans l’Ouest, on ne s’embarrassait pas de ces accessoires. Les diligences de cette partie du pays ne possédaient que très rarement des lanternes extérieures, des rideaux de cuir remplaçaient les vitres.
Durant une bonne partie du XIXe siècle, la majeure partie du territoire que les diligences avaient à couvrir au Texas était une terre accidentée et boueuse. Julius Frobel, un Allemand vivant à Fredericksburg, avait décidé de se payer une visite en Allemagne en 1853. Il a pris une diligence à San Antonio pour le trajet vers Indianola et il avait acheté un costume tout neuf pour le voyage. Son ticket lui avait coûté 12,50$ pour les 160 miles et plus que représentait le trajet. Il a estimé avoir marché au moins 120 des 160 miles, la plupart du temps en poussant la diligence qui se retrouvait souvent prise dans la boue. Quand il est arrivé à Indianola, il a dû jeter son costume trop abîmé par le voyage.
Pour combattre le problème de la boue on a donc créé une diligence plus légère appelée le mud wagon. Ce véhicule se comportait mieux en mauvaises conditions, mais il était seulement recouvert d’une toile en guise de toit. Les jantes de roues étaient plus larges mais avec des matériaux plus légers. Le mud wagon pouvait transporter seulement cinq passagers alors que la diligence standard pouvait en accepter trois ou quatre de plus.
L’année 1848 a amené une certaine évolution dans le domaine du transport au Texas. La découverte de l’or en Californie a conduit des milliers d’immigrants dans l’Ouest, dont une partie a emprunté la Santa Fe Trail et la Oregon Trail. Quelques-uns ont choisi de débarquer à Galveston ou à Indianola afin de commencer leur voyage à partir du Texas.
En 1850, la première ligne de transport par diligence obtenait le contrat de la livraison du courrier entre San Antonio et Fort Bliss. La compagnie acceptait aussi de transporter des passagers. Le voyage de San Antonio à El Paso del Norte (aujourd’hui El Paso, Texas) coûtait 125$ pour un aller simple et ce, à une époque où on pouvait acheter une once d’or pour 7$. Cette route représentait cependant une grande aventure. Entre janvier 1852 et avril 1853 les diligences qui empruntaient cette route ont été attaquées à cinq reprises par les Indiens.
Les contrats postaux exigeaient une vitesse minimum de 15 miles par jour, sans tenir compte des conditions et des circonstances imprévisibles. Un bon nombre de transporteurs ont d’ailleurs perdu leur contrat à cause de cette clause. James Birch (en) s’est vu attribuer le premier contrat fédéral pour la poste transcontinentale. Son contrat exigeait de quitter San Antonio, Texas, et San Diego, Californie, chaque neuvième jour du mois et de franchir la distance en trente jours ou moins. Les premières lettres ont quitté San Antonio dans des sacoches de selle, puisque la diligence de Birch ne s’est jamais rendue et le courrier avait été transféré à une voiture Franklin.
Birch lui-même n’a vu la côte Ouest pour la première fois que le 9 juillet 1856 en arrivant à San Diego. Le 20 août il prit un bateau à vapeur pour Panama afin de retourner dans l’Est pour aller examiner sa nouvelle route postale. Dans l’isthme de Panama, il monta à bord d’un autre bateau, le SS Central America, afin de regagner New York. Mais le 3 septembre 1856, le long de la côte Est américaine, le bateau fut victime d’un violent ouragan, amenant par le fond James Birch et une somme estimée à 175$ millions en lingots et en pièces d’or. Cet or fut récupéré seulement en 1988 quand une équipe de chercheurs a finalement retrouvé l’épave du navire.
À la mort de Birch, c’est un dénommé John Butterfield qui s’est vu offrir le contrat postal. Ce dernier savait qu’il y avait de l’argent à gagner dans le transport de courrier et, par conséquent, les passagers étaient souvent relégués au second rang des priorités. En dépit de son usage régulier des grosses diligences standards, Butterfield a passé une commande pour un nouveau type de voiture : la Celerity. Bientôt, ce nouveau nom devint synonyme de vitesse. Il s’agissait d’un modèle plus petit avec des côtés de bois et une structure squelettique pour soutenir un toit de toile de canevas. Elle était tirée par six ou huit chevaux. Butterfield choisissait ses chevaux aussi bien pour la vitesse que pour leur force et leur résistance. Le contrat gouvernemental exigeait de parcourir un minimum de 15 miles par jour, mais Butterfield proposa lui-même de faire monter la moyenne et de faire encore plus vite.
La route de Butterfield représentait plus de 2 700 miles : de Memphis, Tennessee, jusqu’à la côte californienne. Il a investi dans son entreprise 2 millions$, avec lesquels il s’est procuré 1 000 chevaux, 500 mules, 800 attelages et 500 Celerity, ainsi que d’autres voitures utilitaires. Cela représentait également la construction de quelque 200 stations de relais espacés de 12 à 15 miles dans une partie du pays encore habitée par très peu de Blancs.
Cette ligne de transport traversait également la région la plus en guerre chez les tribus amérindiennes, en particulier les Comanches et les Apaches. Néanmoins, la plus grande partie de la route de Butterfield passait par le Texas et traversait la Red River. Cette route représentait l’une des plus praticables de l’Ouest, surtout en raison du fait qu’il n’y avait pas de neige durant 10 mois de l’année.
Pour gérer sa compagnie, Butterfield avait engagé Ben Ficklen. Celui-ci fut également le premier gérant du célèbre service postal Pony Express, mais il avait abandonné cette fonction en 1861 pour retourner au Texas et s’engager dans l’armée confédérée en ce début de Guerre de Sécession.
Quelques-unes des stations de relais ayant servi à la route de Butterfield existent encore de nos jours. Au moins trois sont à moitié intactes. Finalement, la ligne de transport par diligence desservie par John Butterfield a été en service pendant seulement trois ans. Avec la sécession du Texas en 1861, la station de Memphis a perdu son contrat gouvernemental. Et vers cette même époque, le Pony Express commençait ses chevauchées sauvages entre le Missouri et la Californie. Le Pony Express fut d’ailleurs le premier service à annoncer l’élection du Président Lincoln à la Californie en novembre 1860, alors que le télégraphe avait encore onze mois de retard. Mais dès octobre 1861, c’était déjà la fin de la belle et courte époque du Pony Express.
Après la Guerre Civile, c’est le réseau ferroviaire qui s’est étendu dans l’Ouest, enlevant ainsi du pouvoir aux diligences. Malgré tout, la Wells, Fargo & Company a connu beaucoup de succès durant cette période en desservant les régions qui n’avaient pas encore de gare. Mais avec l’apparition du XXe siècle, le destin de la diligence fut scellé à tout jamais. Plusieurs diligences Concord originales mises au rancard furent achetées par des studios de cinéma à des prix ridicules et démolies durant des scènes d’action des premiers films western.
La diligence restera toujours un symbole unique étroitement relié au Far West, au même titre que les saloons, les hors-la-loi et autres phénomènes du genre.

## Sources
- Joseph Jobé, Au temps des cochers, Lausanne, Edita-Lazarus, 1976.  (ISBN 2-88001-019-5)